# Sayyid Ahmad II
Sayyid Ahmad II fou kan de l'Horda d'Or ara anomenada pels turcs com a Gran Horda (Takht Il o potser Tak Xi que vol dir Primera Horda), successor del seu pare Ahmad Khan quan fou assassinat el 1481. Va tenir el control de les terres entre el riu Don i el riu Ural i li feien homenatge els nogais que vivien més a l'oest. Els russos i polonesos els anomenaven Zavolgenses (o Zavolhenses) que vol "El de darrere del Volga". Una part de l'Horda havia donat suport al germà d'Ahmad Khan, Mahmud Khan, i ara era governada pels seus fills, amb seu a Astracan.

## Biografia
Ahmad Khan va deixar un nombre indeterminat de fills, Un autor esmenta a Murtaza Khan, Idige Sultan, Hussein Khan i Devlet Sultan; un altre a Shaykh Ahmed Khan, Kuchuk Sultan i Janai Sultan; un altre Sayyid Mahmud Khan, Sayyid Ahmad Khan i Bahadur Sultan; però Kuchuk i Janai eren més probablement germans; dels altres només interessen els que van regnar: Sayyid Ahmad II, Murtaza Khan i Shaykh Ahmed (El Schig Achmet dels russos), Sayyid Ahmad II devia ser el gran i fou reconegut com a degà pels altres encara que després no van parar d'enfrontar-se, excepte per lluitar contra Crimea, guerra ja iniciada quan van pujar el tron. L'Horda va romandre aliada a Casimir IV Jagelló. El 1482 els prínceps de Seversk, que eren rebesnets d'Olgerd de Lituània es van sotmetre a Ivan III el Gran de Moscou van intentar abandonar la lleialtat a Casimir IV, però el projecte fou avortat i dos d'ells foren empresonats i el tercer, príncep de Belsky, va fugir a Moscou. Casimir IV incitava a la Gran Horda a atacar Moscou i especialment al kan de Crimea del que si que va obtenir resposta positiva.
En aquest temps Moldàvia estava governada pel voivoda Esteve III el Gran (1457-1504) que havia vençut diverses vegades als turcs i en la batalla de Vaslui de 1475 la seva victòria va ser decisiva, tant que el papa Sixt IV el va anomenar verus christianae fidei athleta (veritable campió de la fe cristiana). Esteve estava amenaçat pel kan de Crimea i per Casimir IV, i com que el poble era de religió grega va buscar l'aliança de Rússia i va casar a la seva filla Elena amb el fill gran d'Ivan III. Aquest seguia engrandint el seu estat: va annexionar Tver el 1485, del qual el príncep Miquel III l'Exiliat era el seu cunyat, per haver-se aliat a Lituània; encara que inicialment només li va imposar condicions els boiars i el poble el van abandonar i va haver de demanar ajut a Casimir IV i llavors Ivan III va enviar un exèrcit i va ocupar el país. Miquel va fugir a Lituània on va morir anys després (vers el 1505) sense deixar altres fills que el que ja tenia, al que Ivan va cedir el principat però com a vassall. A aquesta annexió van seguir d'altres: Miquel príncep de Vereia tenia un sol fill de nom Basili, casat amb una neboda de l'esposa d'Ivan (Sofia Paleòleg) i per un incident de cerimònia (la princesa va lluir unes joies de la primera esposa d'Ivan III que Sofia li havia cedit) va forçar Basili a fugir a Lituània i a Miquel a nomenar el mateix Ivan III com a hereu. Miquel de Vereia va morir el 1485 i Ivan III el va succeir. poc després els prínceps de Yaroslav i de Rostov van renunciar a diversos privilegis en favor d'Ivan els que els feia totalment dependents. Només Riazan conservava una ombra d'independència.
El sultà otomà va ordenar al kan de Crimea i al kan de la Gran Horda de viure en pau l'un amb l'altra, però no va poder impedir la continuació de la lluita. El dramàtic hivern de 1485 Murtaza Khan que nomaditzava a les terres del riu Don, es va refugiar a Crimea fugint de la fam i fou capturat per Meñli I Giray, Khan de Crimea, sent enviat presoner a Feodòssia; també va derrotar a bandes de nogais, manades per Timur. El seu germà Sayyid Ahmad II va marxar al rescat del seu germà aliat amb Timur; va conquerir Solgat i Kaffa i va rebutjar a Meñli I Giray alliberant a Murtaza. El derrotat va cridar en ajut als otomans; el sultà va enviar tropes i va ordenar als nogais, que eren vassalls de la Porta, atacar a la Gran Horda; també els russos van anar en ajut del seu aliat de Crimea i amb aquesta ajuda Meñli I Giray va recuperar tot el país.
En un altre relat es diu que Meñli I Giray va decidir ocupar els territoris a la vora del Volga que pertanyien a Sayyid Ahmad II i se li va unir Murtaza Khan, però es va descobrir que en realitat només volia actuar com espia i fou arrestat. Sayyid Ahmad II va deixar la seva dona i família en lloc segur al Volga i va marxar a Crimea acompanyat de Mamai Meg, un descendent d'Edigu, amb un grup de nogais. En la batalla que va seguir Meñli I Giray fou ferit i va fugir a la fortalesa de Karakar al centre de Crimea; el país fou saquejat per Sayyid Ahmad; Solgat fou assetjada i va oferir gran resistència però finalment es va rendir a canvi de salvar les vides però una vegada dins la ciutat es va ordenar la massacre dels habitants; després va marxar a Kaffa governada per Kasim Paixà, que va preparar diversos vaixells que va enviar a alta mar i va rebre el kan cordialment; al mig de la festa va arribar un suposat missatge del sultà (en realitat un home de Kasim) que anunciava que feia tres dies que havia sortit una flota turca de rescat; al cap de poc els vaixells que tenia a alta mar van començar a disparar de lluny com si fossin els otomans. Sayyid Ahmad va abandonar Kaffa assolant tot al seu camí i era a Fekeljik, quan fou sobtadament atacat per Meñli I Giray amb els shirins i barins, i fou derrotat havent d'abandonar part del botí i retornar a la base. Meñli I Giray va enviar el seu fill Mehmed Giray en persecució i va derrotar els germans de Sayyid Sahmad als que va sorprendre i molts dels soldats foren fets presoners i enviats a Crimea.
Encara una tercera versió la dona Josefat Barbaro, que diu que Meñli I Giray es va dirigir a Citarcan (Citerchan), prop de la moderna Astracan, a 16 dies de camí de Kaffa. Murtaza Khan estava llavors amb la seva Horda al riu Itil (el Volga) i el va combatre; el crimeà va agafar presoners que foren enviats a Crimea i va passar l'hivern a la zona del riu; en aquells dies el germà de Murtaza, Sayyid Ahmad II, estava acampat no gaire lluny i quan va saber que Meñli I Giray acampava, va aprofitar que el riu estava gelat i el va atacar per sorpresa i el va derrotar; Murtaza que havia caigut presoner, fou alliberat i el crimeà va fugir a Kaffa; l'any següent Murtaza va fer una incursió a Kaffa que no va poder ocupar.
Com que els atacs de Murtaza o altres germans seguien, Ivan III va enviar una tropa de cosacs manada pel seu protegit el príncep Nur Devlet, germà de Meñli I Giray i al mateix temps també va demanar a Muhammad Amin de Kazan de fer un atac a la Gran Horda. El comerç entre Rússia i Crimea era difícil a causa dels saquejos de la Gran Horda a les zones dels rius Oskol i Mari (Meri) i Ivan III va proposar una nova ruta a l'est fins a Azov. El 1478 Murtaza, que buscava atreure a Nur Devlet a la seva causa, segurament per utilitzar-lo contra Meñli I Giray (germa de Nur Devlet), va enviar un delegat a Moscou amb una carta amable pel crimeà i un yarligh per Ivan III (peremptori) en què li ordenava enviar a Nur Devlet a Crimea; però Ivan III no va obeir i al contrari en va informar al kan de Crimea.
El 1491 Ivan III va enviar un exèrcit contra Sayyid Ahmad i Shaykh Ahmad que estaven atacant Crimea; els russos anaven manats pel príncep Pere Mikhailovitx Obdenski i el príncep Ivan MiKhailovitx Repniya Obdenski, i diversos fills de boiars i amb Satilan (germà de Nur Devlet), al que es van unir contingents de Boris (germà d'Ivan III) i del kan de Kazan. Els tàtars al saber que venia aquest exèrcit van evacuar la península i van tornar a les seves bases. Ivan III va intentar per tots els mitjans allargar la lluita entre la Gran Horda i el kanat de Crimea i va enviar diverses ambaixades; en una d'elles el 1490 el príncep Romoda Novski, assegurava que les tropes russes sempre ajudarien a Crimea contra la Gran Horda; el mateix 1490 el fill gran d'Ivan III, també anomenat Ivan, va morir i el metge que el tractava fou executat.
En aquest temps a Moscou un jueu de gran eloqüència de nom Zacàries (Skharia) va fer reviure una mena de judaisme; la Kabala es va introduir a l'Europa occidental al mateix temps. Ivan aquí es va mostrar més tolerant que en altres llocs i els herètics foren anatematitzats en un concili i molts enviats a l'exili o objectes de burles, però sense morts.
El 1489 Ivan III va rebre un ambaixador de Husayn Mirza del Khurasan; l'any segúent, 1490, Ivan assolava Finlàndia; el 1491 es van descobrir les mines d'or del riu Tsilma i es van començar a encunyar monedes d'or. Ivan volia eliminar tot poder que li fes ombra. El seu germà Andreu, acusat de conspirar amb els lituans, fou empresonat i va morir a presó poc després, segurament enverinat (1493). Un altre germà, Boris, va morir poc després i el seu fill Ivan el 1503 llegant el seu feu i riqueses al seu oncle. El 1492 van arribar a Moscou enviats de Joan de Noruega i Dinamarca, i per la mateixa època Geòrgia demanava la protecció de Rússia contra els musulmans
La Gran Horda seguia dividida en hordes menors que nomaditzaven del Dnièper a Circàssia. Els tres germans regnants es van aliar a Abdul Karim, el kan d'Astracan, i van fer un nou intent de conquerir Crimea però altre cop els russos (aliats al kan de Kazan i als nogais) i els otomans (que van enviar dos mil homes) van frustrar l'intent. En la lluita van perdre molt de bestiar i el fill d'Ahmed, Edigu, va morir a la lluita. No obstant l'aliança amb Polònia-Lituània continuava. El principat de Txernígov format per diversos principats feudals menors, ocupant els governs de Tula, Kaluga i Oren, tot i que subjectes a Lituània, eren de religió grega i de població russa, i Ivan III encoratjava als seus prínceps a canviar la seva fidelitat; alguns ho van fer com els de Ortoyev, Vortoynsk, Bielef i Peremysl, que es van posar sota protectorat de Moscou, però continuaven lligats a Lituània. Casimir IV Jagelló va morir el 25 de juny de 1492 i els seus dominis es van dividir entre dos fills: Joan I Albert a Polònia (1492-1501) i Alexandre I a Lituània (1492-1506). Tot seguit Ivan III demanava a Meñli I Giray de fer un atac a Lituània, i al mateix temps un atac similar es demanava a Esteve III el Gran de Moldàvia. Mentre Feodor Obolenski va fer una incursió en la que va rebre l'ajut d'alguns dels prínceps que estaven canviant la seva lleialtat, i van assolar la comarca de Smolensk obtenint diverses victòries menors; un intent d'enverinar a Ivan III que suposadament havia iniciat el ja difunt Casimir IV, va fracassar; els encarregats eren el príncep Ivan Lukomski i un polonès de nom Maties que foren cremats vius.
Shaykh Ahmad es va casar amb una filla de Musa, un famós cap (mirza) dels nogais. Fou destronat per un temps però aviat restaurat continuant regnant amb Sayyid Ahmad II (vers 1492-1493).
Ivan III tenia ara poderosos enemics: Joan I Albert de Polònia i Alexandre de Lituània eren germans de Ladislau II Jagelló d'Hongria i Bohèmia. El seu aliat Esteve III el Gran de Moldàvia (1433-1447) cada dia era més dèbil a causa dels atacs otomans. Així va determinar fer la pau amb Lituània que fou signada el gener del 1494; en aquest tractat Alexandre va renunciar als seus drets sobirans sobre els prínceps de Viazma, Novossil, Odoyev, Vorotynsk, Peremysl, Bielev i Riazan, i alliberava als prínceps de Mezetsk que estaven exiliats a Yaroslav; els prínceps malcontents que s'havien refugiat a Lituània serien retinguts allí; pel seu costat Rússia abandonava les seves darreres conquestes; els comerciants dels dos països tindrien pas lliure. Alexandre es va casar amb Elena, germana d'Ivan.
El 1496 va atacar altre cop Finlàndia que era possessió de la corona sueca i va annexionar el territori de les ribes del Limenga. Ivan III havia construït una fortalesa a Ivanogorod, a l'altre costat de Narva, que amenaçava als cavallers de Livònia, i es va enfrontar als mercaders de la Lliga Hanseàtica.
Durant uns anys hi havia una sorda lluita a la cort de Moscu per la successió: Ivan, el fill gran i hereu, havia mort i havia deixat un fill de nom Demetri que en condicions normals havia de ser l'hereu; de la seva segona dona, Sofia Paleòleg tenia un fill de nom Basili entorn del qual es va formar un partit que el considerava hereu i va rebre el suport dels partidaris de l'antic orde successori. Ivan no s'acabava de decidir fins que finalment es va decantar per Demetri. Una conspiració dels partidaris de Basili per matar a Demetri fou avortada. Ivan III de Moscou va fer matar diversos boiars del seu partit però va perdonar a Sofia i va nomenar a Basili com a gran príncep de Nóvgorod i Pskov (Demetri ho seria només de Moscou i Vladímir). En aquest temps s'esmenten a la cort russa enviats del shirvanshah, Venècia i del sultà otomà. El 1499 Ivan III va sotmetre als samoiedes i voguls de la part nord dels Urals i la vall de l'Obi i va afegir als seus títols el de príncep de Yugòria.
Amb el pretext de la suposada intolerància religiosa cap als ortodoxos a la cort lituana, Ivan III va renovar les hostilitats el maig de 1500 aprofitant que Polònia i Hongria s'havien embarcat en una campanya contra l'Imperi otomà i no podrien ajudar Lituània. Vers el 1499, després d'un atac d'Esteve III el Gran de Moldàvia a Braslav, Alexandre de Lituània li va declarar la guerra. Moscu va defensar al moldau i va enviar al príncep Romanovski a Crimea per prometre a Meñli I Giray la seva aliança contra Lituània i contra la Gran Horda. El 1499 Alexandre escrivia al gran príncep dient que havia fet la pau amb Esteve III i que el seu exèrcit i els dels seus germans anirien ara a Moldàvia per defensar Esteve que era atacat pels otomans i li demanava entrar a l'aliança i li oferia reconèixer-lo com a monarca de tota Rússia si li confirmava la possessió de Kíev. Ivan va rebutjar i les relacions entre els dos es van refredar.
Alexandre va ordenar la conversió de tots els seus súbdits al cristianisme llatí; la seva esposa però va refusar convertir-se; el metropolità de Kíev havia estat mort el 1497 prop de Mozyr pels tàtars de Crimea i Alexandre va nomenar al seu lloc a Josep de Smolensk que junt amb el bisbe de Vilna fou un dels principals partidaris del pas de l'església grega a la llatina; molta gent de religió grega va fugir a Rússia entre els quals els prínceps de Bielsk, Mossaisk i Khotetof, i els boiars de Mtsensk i Serpeisk, que foren acollits per Ivan (en contra del que establia el tractat entre Rússia i Lituània). El príncep Ivan Andreyevitx de Moyaisk, enemic d'Ivan, havia rebut un feu d'Alexandre format per Chernigov, Starodub, Gomel, i Lubetch, mentre Ivan, fill de Shamiaka, havia rebut un altre feu format per Rylsk i Nóvgorod-Séversk; aquestos prínceps ja havien mort i ara regien els feus els seus fills, que eren de religió grega i tot i els seus antecedents es van posar sota protecció d'Ivan. Aquest va declarar la guerra i ràpidament va conquerir Mtsensk, Serpeisk, Briansk, Putivle i Dorogobuj. Els prínceps de Trubtchefsk, descendents d'Olga, es van sotmetre i així tota la Lituània russa va passar a Ivan des dels governs de Tula i Kaluga fins a Kíev.
Alexandre va nomenar un destacar militar, Constantí Ostroiki, descendents del famós Romà de Galítzia, com hetman de Lituània; era de religió grega però lleial a la corona. La batalla a la riba del Vedrosha va suposar una derrota total pels lituans que van tenir 8.000 morts; Constantí, fet presoner, fou portat a Moscou, on va jurar lleialtat a Ivan III i va rebre el títol de voivoda i extensos dominis. Per altra banda Meñli I Giray feia la invasió de Lituània per un altre costat; els fills del kan, amb 15.000 homes, van assolar Khmelnik, Kremenetz, Brest, Vladímir, Lutsk, Braslav i altres ciutats. Alexandre va declarar l'alerta a totes les ciutats i les va posar en estat de defensa i va portar a mercenaris polonesos, bohemis, alemanys i hongaresos, aliant-se a més amb els cavallers de Livònia que tenien per mestre a Walter de Plettemberg, enemic jurat de Rússia.
Poc després, el 1501, va morir Joan I Albert de Polònia i Alexandre va heretar el tron però Ivan va decidir seguir la guerra i va obtenir una segona victòria important prop de Mitislav en què van morir 7000 lituans. Walter de Plettemberg va empresonar 200 mercaders russos a Dorpat i amb 4000 cavallers i uns milers de camperols armats va devastar Pskov derrotant a un exèrcit de 40.000 russos prop de Izborsk, mercès al fet que l'artilleria alemanya va causar el pànic entre els russos; els alemanys avançaven d'èxit en èxit fins que la pestà es va declarar a les seves files i es van haver de retirar; les tropes russes llavors es van revenjar assolant Dorpat, Neuhausen i Marienburgh; en un combat prop d'Helmet els livons van ser derrotats i el regiment del bisbe de Dorpat fou destruït; els russos després es van retirar.
El 1500 Shaykh Ahmad amb 20.000 homes a cavall i a peu, es va situar a la boca del Tikhaia Sosna, al peu de les muntanyes Dievichie i va desafiar al kan de Crimea que estava a l'altre costat del Don, amb 25.000 homes i esperant l'arribada de forces dels seu aliats russos als que havia demanat enviar artilleria pel Volga. Ivan estava embarcat en lluita contra els lituans i livonis però no va deixar d'enviar l'ajut sol·licitat; Muhammed Amin, que manava als tàtars al servei de Rússia i el príncep Nozdrovati al front del contingent de Moscou, i un contingent de Riazan, van anar al Don amb algunes peces d'artilleria; però el kan de Crimea no els va esperar i al·legant la manca de provisions es va retirar; durant els mesos següents Crimea i la Gran Horda van tenir constants enfrontaments. Shaykh Ahmad va demanar l'auxili dels lituans però no va obtenir res; es va acostar a Rylsk esperant trobar allí als seus aliats però allí ja hi havia tropes russes; el kan va acusar Alexandre de traïció (1501) però aquest li va enviar alguns regals, doncs estava massa ocupat a Cracòvia en la presa de possessió de la corona polonesa, que com s'ha dit havia heretat del seu germà. A més alguns prínceps van abandonar a Shaykh Ahmad; fins i tot la seva esposa preferida el va abandonar i es va refugiar a Crimea. El seu germà Sayyid Ahmad II va demanar asil a Rússia i és la darrera vegada que se l'esmenta encara que potser va morir anys més tard. Meñli I Giray va destruir l'Horda d'Or quan la seva capital Nova Sarai va ser conquerida el 1502.